# Luongasjoki (Torne)
Luongasjoki is een rivier, die stroomt in de Zweedse  gemeente Kiruna. De rivier verzorgt de afwatering van het (Grote) Luongasjärvi. Dat meer, gelegen ten noordoosten van Svappavaara en noordwesten van Vittangi ontvangt het meeste water van de Liukattirivier. Samen zijn ze 40 kilometer lang. Beide rivieren zijn onbevaarbaar voor commerciële vaart.
Afwatering: Luongasrivier → Torne → Botnische Golf
Ongeveer 100 kilometer ten noordoosten van deze rivier, stroomt een rivier met dezelfde naam. Die rivier mondt uit in de Muonio, die op zich ook uitmondt in de Torne.